# Dimitrius Underwood
Dimitrius Paul Underwood (Filadelfia, 29 marzo 1977) è un ex giocatore di football americano statunitense che ha militato nel ruolo di defensive tackle nella National Football League.

## Carriera

### Minnesota Vikings
Al college Underwood giocò a football a Michigan State. Fu scelto come ventinovesimo assoluto nel Draft NFL 1999 dai Minnesota Vikings. Il 1º agosto 1999 firmò un contratto quinquennale del valore di 5,3 milioni di dollari, con 1,7 milioni di dollari di bonus alla firma. Il giorno successivo lasciò il training camp dopo il primo allenamento. Il 13 agosto fu svincolato, rinunciando al bonus alla firma dicendo di non riuscire a risolvere il conflitto tra il giocare a football e servire la sua fede cristiana.
Alla fine fece ritorno ai Vikings ma fu svincolato nuovamente quello stesso mese, restituendo il bonus alla firma.

### Miami Dolphins
Il 16 agosto 1999 Underwood firmò con i Miami Dolphins per 395.000 dollari ma disputò una sola partita di pre-stagione contro i Green Bay Packers prima di infortunarsi alla spalla e mostrando anche mancanza di concentrazione nel football. Fu osservato diverse volte durante gli incontri della squadra non prendere appunti ma scrivere versi riguardo l'apocalisse.
Anche se riuscì a entrare nel roster attivo della squadra, fu rimosso dopo due partite a causa dell'infortunio. A settembre fu arrestato dalla polizia per non avere pagato gli alimenti ai suoi due gemelli di 17 mesi. Underwood si tagliò la gola e fuggì su una strada di Lansing, Michigan. Dopo il turno di pausa della squadra, fu inserito nella lista degli infortuni non legati al football il 28 settembre
Underwood in seguito passò due mesi in custodia e gli venne diagnosticato un disordine bipolare. Dopo essere fuggito dal centro psichiatrico, fu svincolato il 17 dicembre.

### Dallas Cowboys
Il 10 marzo 2000 Underwood firmò un contratto biennale con i Dallas Cowboys, che gli diedero una possibilità dopo avere avuto successo in precedenza con Alonzo Spellman, anch'egli affetto da disordine bipolare. Fu spostato dal ruolo di defensive end a quello di defensive tackle, giocando come riserva. Fece registrare 23 tackle, 4 sack e 14 pressioni sul quarterback (leader della squadra).
Nel gennaio 2001 Underwood provò a uccidersi una seconda volta correndo in mezzo ai veicoli in una strada trafficata. Nella stagione che seguì apparve in quattro partite, mettendo a segno 3 placcaggi, 2 pressioni sul quarterback e un passaggio deviato. Fu svincolato a ottobre dopo avere perso degli allenamenti e fu ammesso in un ospedale psichiatrico.

### Ottawa Renegades
Il 24 maggio 2005 Underwood fece ritorno nella Canadian Football League con gli Ottawa Renegades, dopo quattro anni fuori dal football. Fu svincolato durante la pre-stagione il 13 luglio.
Nel 2007 Charles Robinson di Yahoo! Sports classificò Underwood come una delle peggiori scelte del primo giro dalla fusione AFL-NFL. Secondo l'articolo Underwood saltò la maggior parte del suo ultimo anno al college e gli allenatori di Michigan State ammonirono gli osservatori della NFL che non era mentalmente stabile a sufficienza per giocare nella lega professionistica. Secondo Robinson, ignorando tali avvertimenti i Vikings fecero "probabilmente la più stupida scelta di sempre nel primo giro."